# Dragon Attack: A Tribute to Queen
Dragon Attack: A Tribute to Queen é uma coletânea de tributo à banda britânica de rock Queen, lançada em janeiro de 1997, gravada por vários artistas de artistas de bandas mundialmente conhecidas, como Motörhead, Deep Purple, Alice Cooper, Dream Theater, Megadeth, Quiet Riot, Ozzy Osbourne, Whitesnake e Black Sabbath.

## Faixas
1. I Want It All – Vocal: Robin McAuley;  guitarra: Chris Impellitteri e Bob Kulick; teclado: Edward Harris Roth; bateria: Jay Schellen
2. Sheer Heart Attack – Vocal: James LaBrie;  e guitarra: Marty Friedman; baixo: Tony Franklin; bateria: Carmine Appice
3. Another One Bites the Dust – Vocal: Adam; guitarra: John Petrucci; baixo: Rudy Sarzo; bateria: Tommy Aldridge
4. Save Me – Vocal: Jeff Scott Soto;  guitarra: Bruce Kulick; Piano: Michael Sherwood; baixo: Ricky Philips; bateria: Eric Singer
5. We Will Rock You – Vocal: Paul Shortino;  guitarra: Bob Kulick; bateria: Jay Schellen; Backing Vocals: Matt Laurent, Nick Dio
6. We Are the Champions – Vocal: Paul Shortino;  guitarra: Robby Krieger e Bob Kulick; Piano: Michael Sherwood; baixo: Tony Franklin; bateria: Carmine Appice; Backing Vocals: Matt Laurent, Nick Dio
7. Tie Your Mother Down – Vocal: Lemmy;  guitarra: Ted Nugent, Lemmy e Bob Kulick; baixo: Rudy Sarzo; bateria: Tommy Aldridge
8. Get Down, Make Love – Vocal: Glenn Hughes;  guitarra: Jake E. Lee; guitarra: Bob Kulick; Piano e órgão: Billy Sherwood; baixo: Tony Franklin; bateria: Carmine Appice
9. Keep Yourself Alive – Vocal: Mark Boals; guitarra: Yngwie Malmsteen; baixo: Rudy Sarzo; bateria: Tommy Aldridge
10. One Vision – Vocal: James LaBrie;  guitarra: Bruce Bouillet e Bob Kulick; baixo: Ricky Phillips; bateria: Jay Schellen
11. It's Late – Vocal: John Bush;  guitarras: Scott Ian e Zachary Throne; baixo: Joey Vera; bateria: Jason Ian; vocais: Scott Ian, Jason Ian, Joey Vera e Zachary Throne
12. Love of My Life (faixa bônus, apenas na versão japonesa) – Vocal e guitarra: Mark Slaughter; violão: Bob Kulick; piano e harpa: Michael Sherwood; baixo e percussão: Billy Sherwood